# Monte Torrezzo

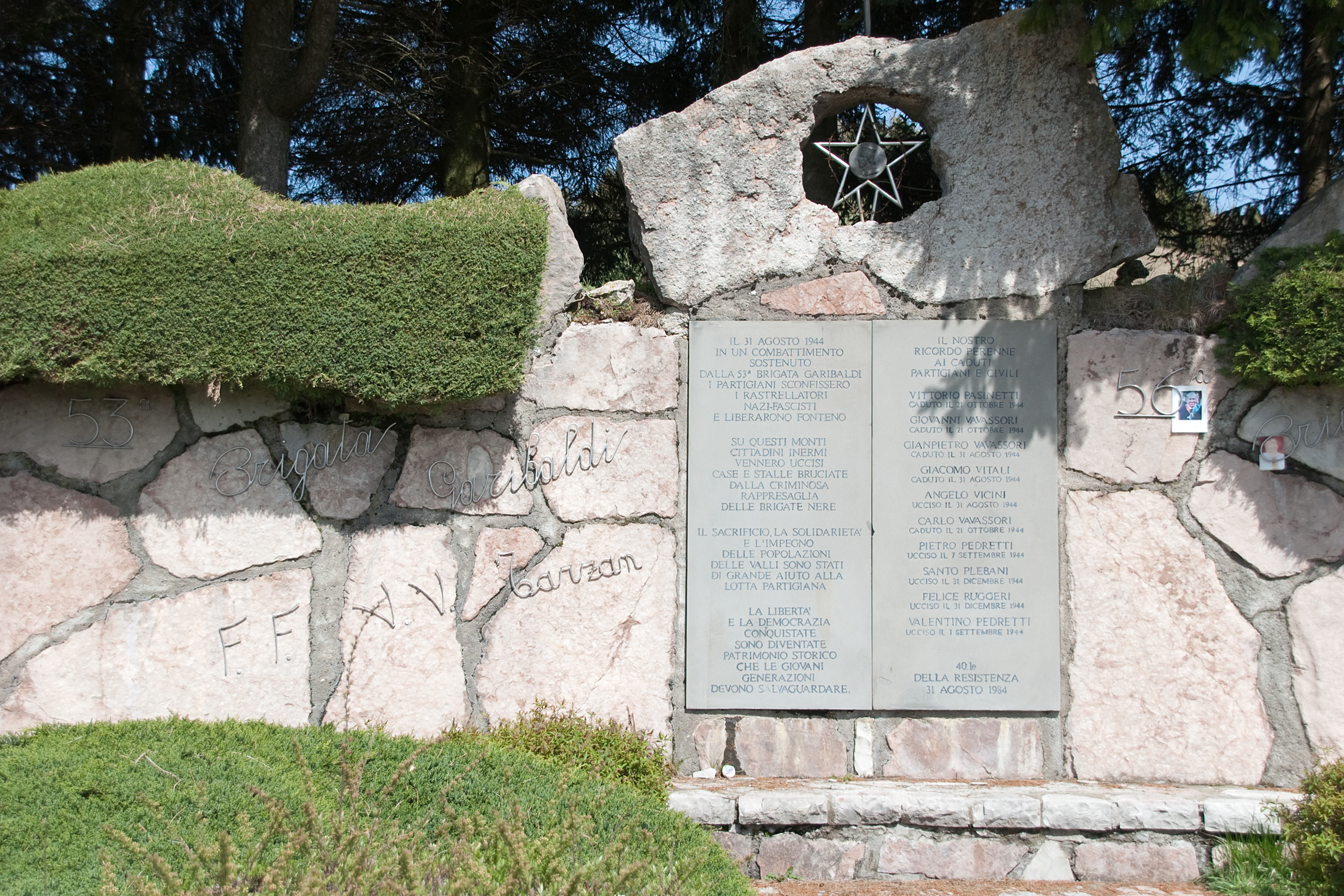
Denkmal zur Erinnerung an Partisanenkämpfe im August 1944

Der Monte Torrezzo ist mit seinen 1378 m s.l.m. m der niedrigste Alpenberg, der noch eine Schartenhöhe von mehr als 1000 m aufweist. Er steht frei zwischen dem Lago di Endine im Nordwesten und dem Iseosee im Osten in den italienischen Südalpen in der lombardischen Provinz Bergamo in den Östlichen Bergamasker (Vor-)Alpen. An der Südseite des Torrezzo-Bergstocks entspringt der in den Oglio mündende Kleinfluss Guerna, in seinem Nordosten der den Lago di Endine speisende Cherio. Fast ganzjährig kann über die gut ausgebaute SP 79 der zur Gemeinde Grone gehörende Weiler San Fermo angefahren und von hier aus in einer einfachen Wanderung der nicht als solcher gekennzeichnete Gipfel des Monte Torrezzo erreicht werden.

## Geschichte
Auf der Anhöhe Colletto etwas südöstlich vom Gipfel des Monte Torrezzo befindet sich auf 1284 m ein Denkmal zur Erinnerung an die im Italienischen als "Battaglia di Fonteno" bekannten Kämpfe, die hier im August 1944 zwischen Angehörigen der Partisanenverbände der Garibaldi-Brigaden und deutschen Besatzungstruppen ausgetragen wurden.